# Delfská oblast
Delfská oblast (v anglickém originále The Expanse) je epizoda seriálu Star Trek: Enterprise. Jde o dvacátý šestý díl druhé řady pátého seriálu ze světa Star Treku.

## Děj
K Zemi přiletí neidentifikovatelná kulovitá sonda a pomocí neznámé zbraně vypálí do povrchu "rýhu" několik stovek metrů širokou od Floridy po Venezuelu. Ve stejné době čelí na Qonosu drtivé kritice kapitán Duras, který nedokázal najít uprchlíky zachráněné Enterprise. Dostane ale další možnost, jak získat hodnost a čest: najde Archera a dopraví ho do Klingonské říše.
Celkový počet obětí je odhadován na 7 milionů, ale totožnost útočníka a jeho motiv zůstane neznámý. Velení Hvězdné flotily informuje Enterprise a nařídí jí vrátit se na Zemi. Při cestě zpět je ovšem loď napadena osmi sulibanskými loděmi a kapitán je v nestřeženém okamžiku unesen. K jeho překvapení mu Suliban Silik prozradí důležité informace o útočníkovi a navíc ho seznámí s tajemnou postavou z budoucnosti, která řídí sulibanskou Kabalu. Poté vrátí Archera na Enterprise a ta pokračuje v návratu. Těsně před příletem do Sluneční soustavy se z warpu vynoří Duras a bez varování zaútočí. Teprve pomoc tří menších lodí Hvězdné flotily ho zažene útěk. Archer se podělí se svými informacemi s Vulkánci a Vrchním velením: podle Sulibanů stojí za útokem Xindové, neznámá rasa z nebezpečného prostoru zvaném Delfská oblast. Útok byl jenom testem, Xindové ve skutečnosti stavějí mnohem ničivější zbraň s cílem zničit Zemi. To vše proto, že za 400 let v budoucnosti Lidé zničí domovský svět Xindů. Vulkánci Archerově teorii nevěří, protože podle nich je cestování v čase nemožné a to ani přesto, že při prohlídce vraku sondy najde kapitán v jejich troskách zařízení z budoucnosti.
Vrchní velení nakonec misi do Delfské oblasti schválí, i když vyslanec Soval je proti, jelikož je oblast nebezpečná. Technici alespoň opraví drobná poškození Enterprise a nainstalují nová fotonová torpéda. Každopádně T'Pol je z posádky odvolána a před začátkem mise má být dopravena na Vulkán. Cestou k planetě podruhé zaútočí Duras, naštěstí se nová fotonová torpéda ukážou jako mimořádně účinná a Enterprise Klingony hravě odrazí. T'Pol neposlechne své nadřízené a zůstane na lodi, která změní kurz k Delfské oblasti. Na jeho okraji v pásmu hvězdného prachu potřetí zaútočí Duras posílený dvěma loděmi. Archer si je vědom pověsti tohoto místa a dvě lodě se ve strachu stáhnou. Duras vytrvá, ale Travis se mu v hustém mračnu ztratí a poté ho překvapí nečekaným manévrem. Durasova loď je rozstřílena a Enterprise začíná hledat Xindy.